# Luis Prendes
Luis Prendes Estrada (Melilla, 22 de agosto de 1913 - Madrid, 27 de octubre de 1998) fue un actor español.

## Biografía
Nació en Melilla, siendo hijo del militar Alfonso Prendes Fernández, natural de Gijón y de Mercedes Estrada Arnáiz, natural de Ferrol. Hermano de las actrices Mari Carmen y Mercedes Prendes, su vocación primera fue sin embargo la carrera de Náutica, iniciando estudios de oficial de la marina mercante. 
En sus primeros años como actor se integra en la compañía de su hermana Mercedes y en las de Carmen Díaz y Concha Catalá. Tras finalizar la guerra civil española comienza una etapa de gran actividad tanto en cine como en teatro.
Se convierte en primer actor del Teatro María Guerrero, hasta que en 1946 consigue formar compañía propia. Entre los éxitos con los que cuenta sobre un escenario, figuran las obras La visita de la vieja dama, Todos eran mis hijos y Los árboles mueren de pie. 
En cine su etapa más prolífica se sitúa en las décadas de los años 1940 y 1950, cuando alcanza el estatus de galán en numerosas comedias de Ignacio Farrés Iquino, Alejandro Ulloa o José María Forqué.
Igualmente fue un rostro habitual en los primeros años de Televisión Española donde se prodigó con frecuencia en espacios como Estudio 1, Novela y series como Historias para no dormir (1966) o Visto para sentencia (1971). Tiene calle dedicada en Benidorm.

## Filmografía (selección)
- Rinconcito madrileño (1936).
- Alma de Dios (1941).
- Mi adorable secretaria (1942).
- Rosas de otoño (1943).
- Boda accidentada (1943).
- Un ladrón de guante blanco (1946).
- Cuatro mujeres (1947).
- Una noche en blanco (1949).
- Balarrasa (1951).
- Séptima página (1951).
- El diablo toca la flauta (1953).
- Luces de candilejas (1956).
- Dos basuras (1958).
- Rey de reyes (1961).
- Loca juventud (1962).
- Plaza de Oriente (1963).
- Mestizo (1966).
- El hombre que mató a Billy el Niño (1967).
- Memorias del General Escobar (1984).
- Tuareg (1984).
- Atilano, presidente (1998).

## Televisión
- La forja de un rebelde  (1990)
- Brigada central 
  - El ángel de la muerte  (1989)
- La venganza de Don Mendo  (1988)
- Goya
  - La Cucaña  (1985)  Jovellanos
- La Celestina  (1983)
- Un encargo original
  - La triple extravagancia de la Sta. Jardine  (1983)
- Estudio 1 
  - El mercader de Venecia   (1981)
  - La discreta enamorada  (1980)
  - Don José, Pepe y Pepito  (1980)
  - Dinero  (1979)
  - Espectros  (1976)
  - La casa del viento  (1975)
  - Los delfines  (1974)
  - Las brujas de Salem   (1973)
  - Doce hombres sin piedad  (1973)
  - Murió hace 15 años  (1973)
  - La Santa Hermandad  (1970)
  - El niño de los Parker  (1968)
  - Ifigenia  (1968)
  - Una mujer sin importancia   (1968)
  - La santa virreina  (1968)
  - Los físicos  (1967)
  - El acusador público  (1967)
  - Julio César  (1965)
- Los mitos 
  - Alcestes  (1979)
  - Ifigenia  (1979)
- Novela 
  - Pepita Jiménez   (1978)
  - El billete de lotería  (1974)
  - La boda de Jeanette  (1973)
  - Gerona  (1969)
  - Einstein  (1967)
  - El grillo del hogar  (1966)
  - Leyenda de Navidad  (1966)
  - El dilema  (1965)
- Los libros 
  - El club de los suicidas  (1977)
  - Niebla  (1976)
- Curro Jiménez 
  - En la boca del diablo  (1977)
- Mujeres insólitas 
  - La Sierpe del Nilo  (1977)  Julio César
- Este señor de negro 
  - Limpieza de sangre  (1975)
- Crónicas fantásticas 
  - Mr. Parkinson  (1974)
- Noche de teatro
  - Ejercicio para cinco dedos  (1974)
  - Los tres etcéteras de Don Simón  (1974)
- El teatro
  - Seis personajes en busca de un autor  (1974)
- Buenas noches, señores 
  - El aniversario  (1972)
- A través de la niebla
  - Extraño viaje  (1971)
  - El espejo chino  (1971)
- Visto para sentencia 
  - Después de la juerga  (1971)
  - Celos  (1971)
  - Chantaje  (1971)
- Teatro breve 
  - La voz en el vaso  (1971)
- Juegos para mayores
  - Gente divertida  (1971)
- El premio
  - El cazador de mosquitos  (1968)
- Detrás del telón
  - El amigo  (1968)
- Historias para no dormir 
  - El vidente  (1967)
  - El doble  (1966)
- Los encuentros
  - Error judicial  (1967)
- Teatro de siempre 
  - El castigo sin venganza  (1967)
  - Las tres hermanas  (1967)
  - Julio César (1967)
- La pequeña comedia
  - Cuando los duros se ablandan  (1966)
  - Cándida  (1966)
- Diego de Acevedo 
  - La invasión  (1966)
  - El cadete San Martín  (1966)
- Tras la puerta cerrada 
  - La gota de sangre  (1965)
- Primera fila 
  - Una muchachita de Valladolid  (1965)
  - Desde los tiempos de Adán  (1965)
- La otra cara del espejo
  - Diálogo imposible de lo eterno y lo efímero  (1964)
- Sospecha
  - Diez años para recordar  (1963)
- Gran teatro
  - Don Juan de Mañara  (1963)

## Teatro
| - Plaza de Oriente (1948), de Joaquín Calvo Sotelo. - Don Juan Tenorio (1949), de José Zorrilla. - Alberto (1949), de José López Rubio. - Historias de una casa (1949), de Joaquín Calvo Sotelo. - Barriada (1950), de Julio Alejandro. - El calendario que perdió siete días (1950), de Enrique Suárez de Deza. - Mariscal (1952), de Ferenc Molnar. - Amor bajo cero (1952), de H.W. Reed y Jacques Duval. - Dueto a dos manos (1952), de Mary Heyley Bell. - Tito Andrónico (1956). - Las brujas de Salem (1957). - Réquiem por una mujer (1957). - El diario de Ana Frank (1957). - Otelo (1957), de Shakespeare, - Don Juan Tenorio (1958), de José Zorrilla - La Orestíada (1959). - La visita de la vieja dama (1959) - La vida en un hilo (1959) - El baile de los ladrones (1960), de Jean Anouilh. - La bella malmaridada (1962). - Todos eran mis hijos (1963) - Los árboles mueren de pie (1964), de Alejandro Casona. - El segundo disparo (1965), de Robert Thomas. | - Cara de plata (1967), de Valle-Inclán. - El castigo sin venganza (1968), de Lope de Vega. - Águila de blasón (1969), de Valle-Inclán. - La amante (1969), de Joaquin Calvo Sotelo. - Andorra (1971), de Max Frisch, - La noche de los cien pájaros (1972), de Alejandro Casona. - Fedra (1973), de Miguel de Unamuno. - La señorita de Trevélez (1973), de Carlos Arniches. - Quédate a desayunar (1974), de Ray Cooney y Gene Stone. - Ojo por ojo, cuerno por cuerno (1975) - Viernes, día de libertad (1977). - El padre (1978), de August Strindberg. - Una hija de su madre (1980). - La vida es sueño (1981). - Pablo Iglesias (1984). - La Metamorfosis (1985), de Kafka. - El realquilado (1975), de Joe Orton - Tres sombreros de copa (1992), de Miguel Mihura. - Traidor, inconfeso y mártir (1993), de José Zorrilla - La loba (1993), de Lillian Hellman. - Destino Broadway (1996). - Las mocedades del Cid (1997), de Guillem de Castro |